# Fuente de Neptuno (Florencia)

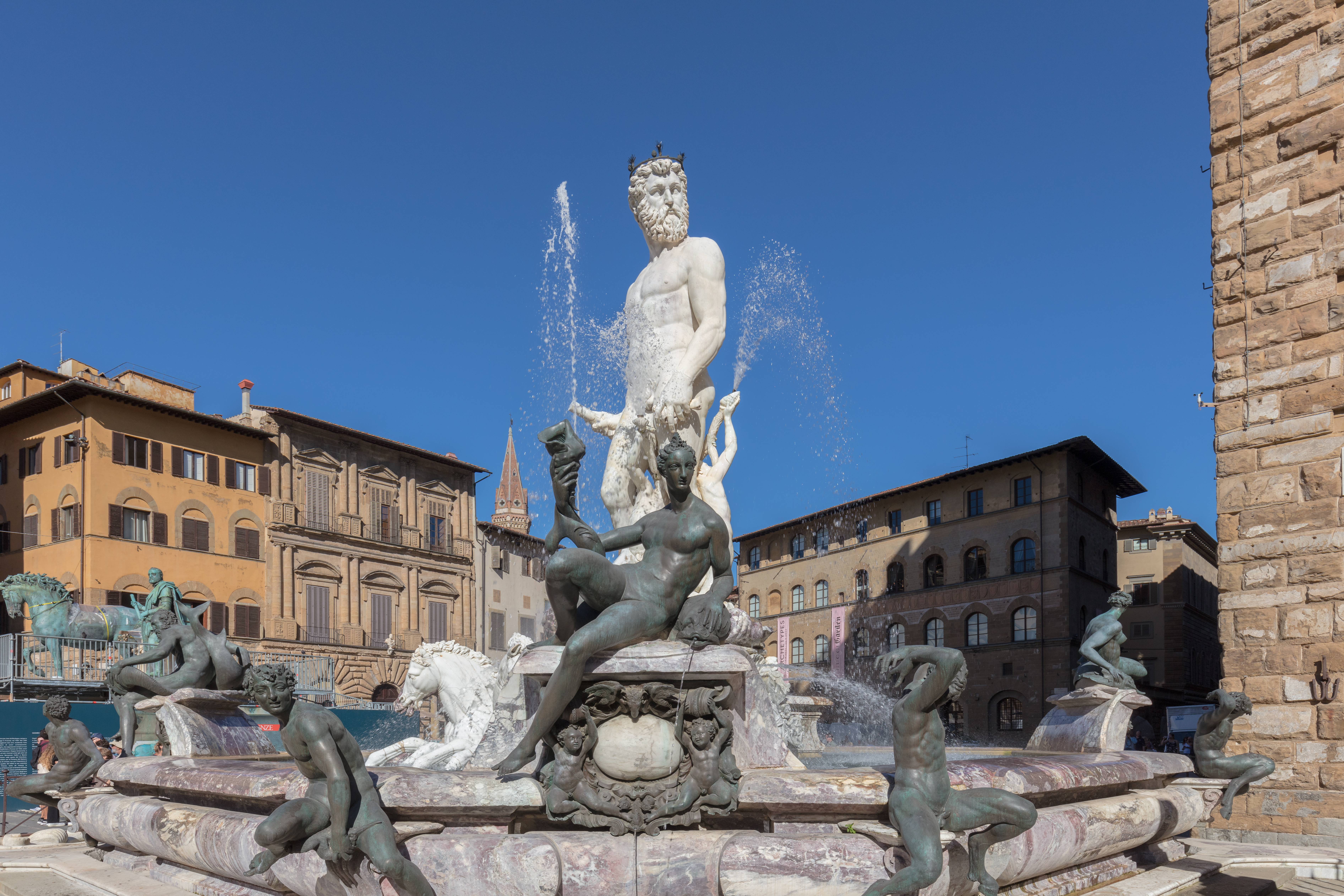
La fuente de Neptuno.

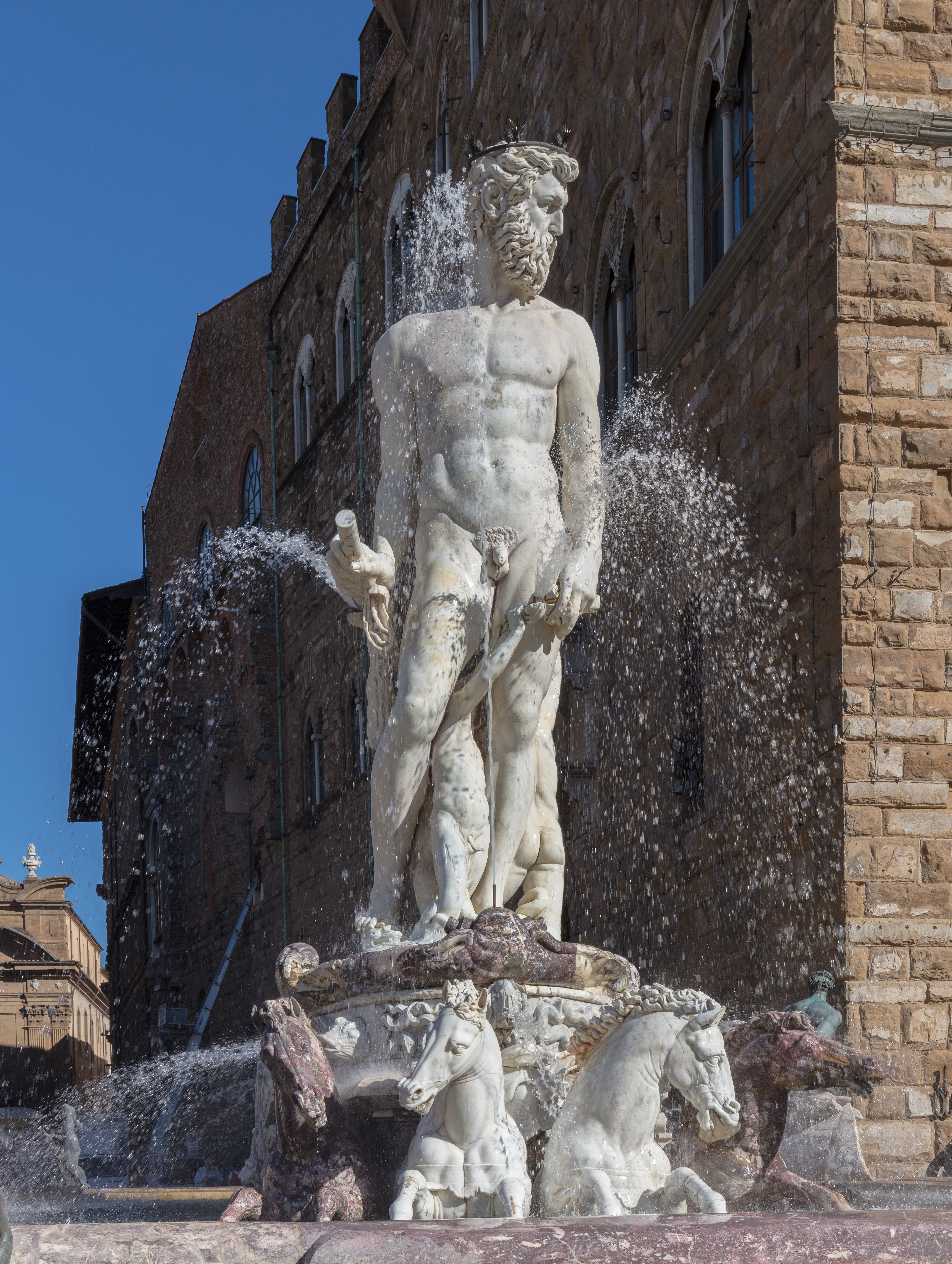
Detalle de la estatua de Neptuno.

La fuente de Neptuno (también llamada Il Biancone) de Florencia está situada en la Plaza de la Señoría, frente a la esquina del Palazzo Vecchio.
Es obra de Bartolomeo Ammannati (1563-1565) y de algunos de sus aprendices, entre ellos Giambologna. La fuente fue comisionada en ocasión del matrimonio entre Francisco I de Médici y la archiduquesa Juana de Austria en 1565. Inicialmente el trabajo se le fue encargado a Baccio Bandinelli, quien diseñó el modelo, pero murió antes de poder empezar a esculpir.
La figura de Neptuno, hecha en mármol de Carrara, y cuyos rasgos reflejan los de Cosme I de Médici, era una alusión al dominio marítimo de Florencia. Se yergue sobre un pedestal decorado con las estatuas de Escila y Caribdis, en el centro de una fuente octogonal.
La estatua no fue particularmente apreciada. Se cuenta que los florentinos presentes en la inauguración nocturna de la estatua, al descubrirse la obra notaron más su blancura que su belleza —de ahí el nombre de Biancone— y acuñaron el dicho “Ammannato, Ammannato, ¡cuánto mármol has desperdiciado!” (“Ammannato, Ammannato, quanto marmo hai sciupato!”). Sin embargo, los trabajos prosiguieron durante los diez años siguientes, con la ayuda de los mejores escultores de la ciudad en los bordes de la fuente. Se aprecia la influencia del manierismo en sus estatuas de caballos de mar, sátiros danzantes y divinidades fluviales, pero el conjunto permanece armonioso y coherente, siendo un ejemplo para las posteriores obras del género.
La fuente ha sufrido numerosos daños: fue usada como lavatorio durante el siglo XVI, fue objeto de vandalismo el 25 de enero de 1580, un sátiro fue robado en el carnaval de 1830, y fue dañada en los bombardeos de los Borbones en 1848. El 4 de agosto del 2005 un vándalo, tratando de trepar sobre el Biancone, dañó su mano derecha y el tridente. La restauración fue concluida en la primavera del 2006.